# Fjærvoll
Fjærvoll est une localité du comté de Nordland, en Norvège.

## Géographie
Administrativement, Fjærvoll fait partie de la kommune de Bø.